# 火薬庫 (江別市)

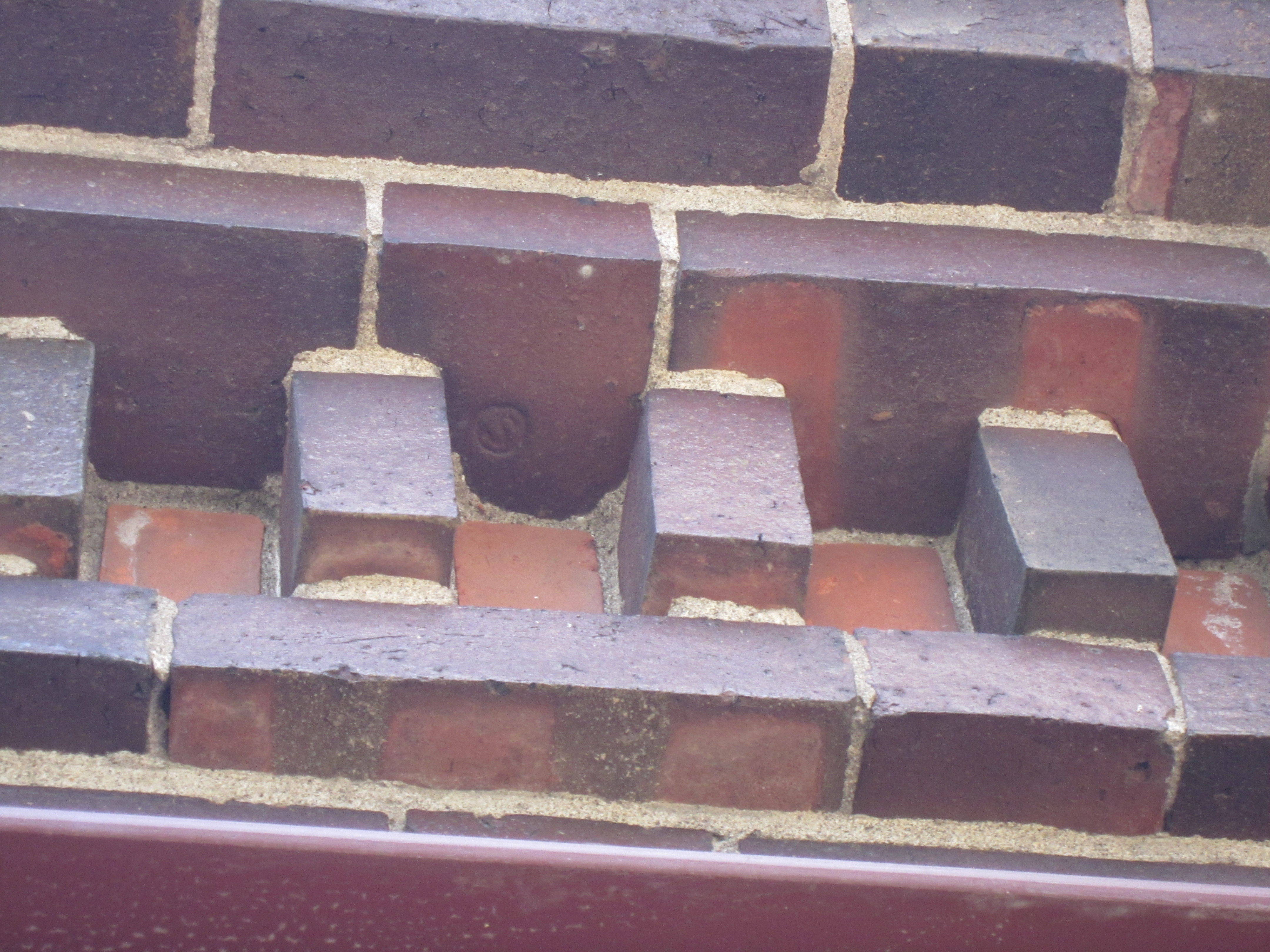
Sの刻印のある煉瓦

火薬庫（かやくこ）は、北海道江別市萩ヶ岡19に所在する史跡。21世紀初頭時点で道央に現存する最古の煉瓦造りの建築物である。
元来は屯田兵第三大隊本部の火薬庫で、解体される前の江別市立江別小学校体育館の位置にあった。その後に移築され、江別小学校の奉安殿として活用された。
煉瓦は現在の札幌市白石区にかつて存在した鈴木煉瓦製造場で作られた物であるらしく、そのことを示す「S」の刻印が入った煉瓦が3か所にある。